# Massello
Massello (occitano Massèl) es un municipio italiano, situado en la región del Piamonte. En el año 2007 tenía 63 habitantes. Está situado en el Valle Germanasca, uno de los Valles Occitanos. Limita con los municipios de  Fenestrelle, Perrero, Pragelato, Roure y Salza di Pinerolo.

## Evolución demográfica
| Gráfica de evolución demográfica de Massello entre 1861 y 2001 |
|                                                                |
| Fuente ISTAT - elaboración gráfica de Wikipedia                |

## Administración
| Período | Identidad              | Partido          |
| ------- | ---------------------- | ---------------- |
| 2004-   | Daniela Linda Libralon | Centro-izquierda |